# TestStand
TestStand es un coordinador de pruebas en gran parte configurable y muy modular distribuido por National Instruments desde 1999.

## Generalidades
TestStand ofrece un framework abierto construido alrededor de un motor propietario, pero en gran parte configurable gracias a su API. Comunica fácilmente con LabVIEW y LabWindows/CVI o con todos los DLL (C, C++), de los módulos ActiveX., .NET assemblies o HTBasic.